# South Lebanon (Ohio)
South Lebanon és una població dels Estats Units a l'estat d'Ohio. Segons el cens del 2000 tenia 2.538 habitants.

## Demografia
Segons el cens del 2000, South Lebanon tenia 2.538 habitants, 996 habitatges, i 693 famílies. La densitat de població era de 586,8 habitants per km².
Dels 996 habitatges en un 34,4% hi vivien nens de menys de 18 anys, en un 49,7% hi vivien parelles casades, en un 14,1% dones solteres, i en un 30,4% no eren unitats familiars. En el 26,1% dels habitatges hi vivien persones soles el 9,5% de les quals corresponia a persones de 65 anys o més que vivien soles. El nombre mitjà de persones vivint en cada habitatge era de 2,55 i el nombre mitjà de persones que vivien en cada família era de 3,07.
Per edats la població es repartia de la següent manera: un 27,4% tenia menys de 18 anys, un 9,5% entre 18 i 24, un 31,6% entre 25 i 44, un 20,4% de 45 a 60 i un 11% 65 anys o més.
L'edat mediana era de 34 anys. Per cada 100 dones de 18 o més anys hi havia 94,8 homes.
La renda mediana per habitatge era de 35.676 $ i la renda mediana per família de 40.798 $. Els homes tenien una renda mediana de 30.722 $ mentre que les dones 25.417 $. La renda per capita de la població era de 16.779 $. Aproximadament l'11,5% de les famílies i el 12,7% de la població estaven per davall del llindar de pobresa.

## Poblacions més properes
El següent diagrama mostra les poblacions més properes.